# Avila (Bibbia)
Avila (in ebraico חֲוִילָה‎? Ḥăwîlāh) si trova in diversi libri della Bibbia, e può riferirsi sia ad una regione che a delle persone.

## Il paese di Avila
Storia del Giardino dell'Eden in Genesi 2:11:
(Genesi, 2:11)
Una località di nome Avila nel deserto arabico è menzionata anche in Genesi 25:18, dove definisce il territorio abitato dagli ismaeliti, indicati come provenienti "da Avila a Sur, di fronte all'Egitto in direzione di Assur "; e in Samuele 15: 7, in cui si afferma che il re Saul di Israele ha attaccato gli Amaleciti che vivevano lì.

### Avila nella tradizione
Nella letteratura non biblica, la terra di Avila è menzionata nello Pseudo-Filone come la fonte dei preziosi gioielli che gli Amorrei utilizzano nel modellare i loro idoli nei giorni dopo Giosuè, quando Kenaz era giudice degli Israeliti.
Un'altra tradizione extra biblica si trova in Kitab al-Magall (Predicazione di Pietro) e la Grotta dei Tesori sostiene che nei primi giorni dopo la Torre di Babele, i figli di Avila, figlio di Yoqtan, costruirono una città e regno, che era vicino a quelli dei suoi fratelli, Saba e Ofir.

### Ipotesi di localizzazione

#### Afghanistan
Traducendo Havilah come la terra di Havil. Haveel sta per Abele in arabo (Hevel in ebraico), il figlio di Adamo. Ponendo Havilah a nord ovest del fiume Pison, ossia la terra colonizzata da Abele. Tale ipotesi potrebbe essere confermata con la una sopravvivenza del nome Havilah in Hazarah, un territorio così chiamato sino a tempi recenti sia ad est che ad ovest di Kabul ed in alcune parti del Kashmir in Pakistan.

#### Arabia

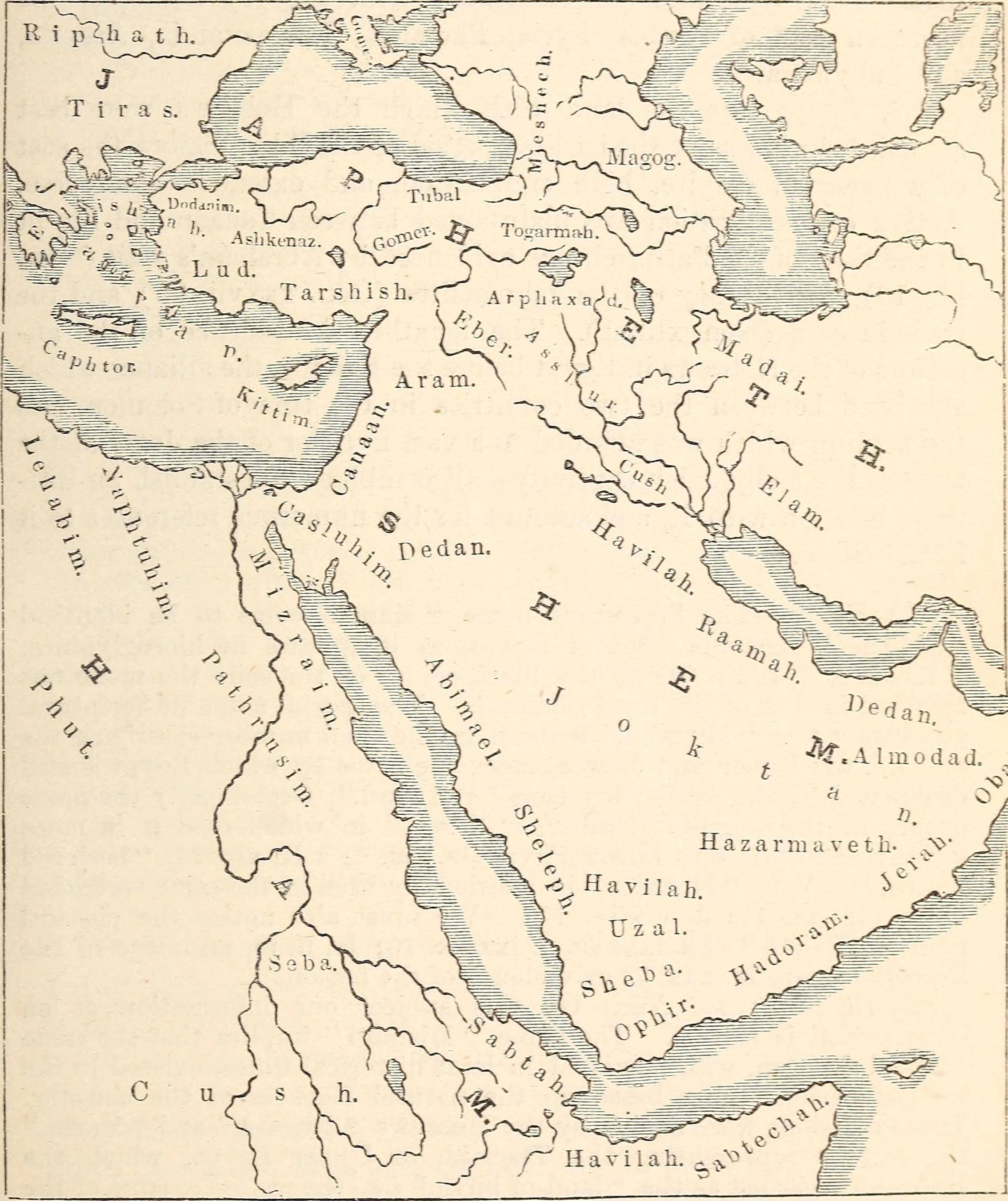
La mappa mostra diverse località con nome Avila

Il paese di Avila descritto in Genesi 2 è normalmente associato al sud-ovest della penisola arabica o allo Yemen, mentre le stesse fonti collocano la località omonima di Genesi 25 in Arabia settentrionale.

#### Hegiaz
Juris Zarins nell'opera sui Giardini dell'Eden si riferisce ad Avila come alla catena montuosa dell'Hegiaz.
Nella regione dell'Hegiaz si trova la Culla dell'oro a Mahd adh Dhahab (23°30′12.96″N 40°51′34.92″E), possibile sorgente del "Pison"; un nome biblico che è stato ipotizzato riferirsi a un fiume ormai in secca che scorreva a circa 1 000 km. a nord-est fino al Golfo Persico attraverso il sistema Wadi Al-Batin. La ricerca archeologica condotta da Farouk El-Baz della Boston University indica che il sistema fluviale, ora noto come Kuwait, era attivo nel 2500-3000 a.C. 
Le piante di bdellio sono abbondanti in tale regione.

#### Somalia
Nella traduzione araba della Bibbia ebraica di Saadia Gaon, del X secolo, la parola Avila è resa con Zeila, città dell'attuale Somaliland.
Benjamin Tudela, viaggiatore ebreo del XII secolo, asserisce che la terra di Avila confina ad ovest con Al-Habash, regione menzionata anche nel Periplus Maris Erythraei per indicare l'Abissinia.

#### Africa meridionale
Augustus Henry Keane riteneva che la terra di Avila coincidesse con il Grande Zimbabwe, tuttavia in seguito si è appurato che tale sito fu realizzato soltanto in epoca medievale Il nome di un campo base degli archeologi britannici che studiarono le rovine di Grande Zimbabwe nel 1902-1904 fu "Camp Havilah", sebbene gli stessi negarono qualsiasi corrispondenza con la biblica Avila.

## Tavola delle nazioni
Oltre alla regione descritta in Genesi 2, due distinti individui di nome Avila sono elencati nella Tavola delle Nazioni, che elenca i discendenti di Noè, che sono considerati gli antenati eponimi delle nazioni. Essi sono menzionati in Genesi 10: 7,29, 1 e nei Libri delle Cronache 1: 9,23.
Il primo Avila è figlio di Cush, figlio di Cam (il biblico Cush è associato al regno di Kush, a sud dell'Egitto);
Il secondo Avila è figlio di Yoqtan, discendente di Sem (i figli di Yoqtan sono associati al sud del deserto arabico).